# غير مكتنز الفخذ تبتنغا
غَيْر مُكْتَنِز الفَخْذ تِبِتِنْغَا (الاسم العلمي: Apagomera tipitinga)، نوع من الخنافس من فصيلة خنافس طويلة القرون. تم وصفها من قبل غالاليو ومارتينز في البرازيل عام 1998.